# Annick Loir
Pour les articles homonymes, voir Loir.
Annick Loir divorcée Lebreton épouse Rosselange (née le 13 janvier 1958 au Plessier-sur-Saint-Just) est une athlète française, spécialiste des courses de demi-fond.

## Biographie
Elle est sacrée championne de France du 3 000 mètres en 1979 à Orléans.
Son record personnel sur 3 000 m est de 9 min 14 s 2 (1981).